# Samin Gomez
Samin Gomez Briceno (* 4. Februar 1992) ist eine venezolanische Automobilrennfahrerin.

## Karriere
Samin Gomez begann ihre Motorsportkarriere 2006 im Kartsport, in dem sie bis 2007 aktiv blieb. 2008 wechselte sie in den Formelsport und trat zunächst in Asien an. Sie startete in der asiatischen Formel Renault 2.0 und erreichte den 13. Rang. Darüber hinaus nahm sie an zwei Rennen der asiatischen Formel Renault Challenge teil. 2009 blieb Gomez in der asiatischen Formel Renault Challenge und erreichte den neunten Platz in der Fahrerwertung. Darüber hinaus nahm sie an der chinesischen Formel Campus Challenge teil. 2010 verbesserte sich Gomez auf den dritten Gesamtrang der asiatischen Formel Renault Challenge. Sie hatte in der Saison zwei Pole-Positions und drei Podest-Platzierungen erzielt.
2011 trat Gomez zunächst in Europa zu sechs von zehn Veranstaltungen der Formel Abarth an. Sie nahm an zwei Rennen für EuroInternational teil und wechselte schließlich für die letzten vier Veranstaltungen zu Jenzer Motorsport. Gomez wurde 16. in der italienischen und 17. in der europäischen Wertung. Ein siebter Platz war ihr bestes Einzelergebnis. Darüber hinaus nahm sie für Jenzer an vier von sechs Rennen der Formula Pilota China Series teil. Dabei erzielte sie einen dritten Platz und wurde Zehnte in der Fahrerwertung. 2012 blieb Gomez mit Jenzer Motorsport in der Formel Abarth und trat zu jedem Rennen an. Mit zwei dritten Plätzen als beste Resultate schloss sie die europäische und italienische Wertung auf dem siebten Rang ab.
2013 wechselte Gomez in die GP3-Serie, wo sie erneut für Jenzer Motorsport an den Start ging. Im Gegensatz zu ihren Teamkollegen Patric Niederhauser und Alex Fontana blieb sie ohne Punkte. Am Saisonende lag sie auf dem 26. Rang. 2014 war Gomez ohne Vollzeitcockpit. Für Zele Racing nahm sie an zwei Veranstaltungen der Auto GP teil. 2015 kehrte Gomez in die GP3-Serie zurück und trat für Campos Racing zu drei Veranstaltungen an.

## Statistik

### Karrierestationen
| - 2006–2007: Kartsport - 2008: Asiatische Formel Renault 2.0 (Platz 13) - 2008: Asiatische Formel Renault Challenge (Platz 27) - 2009: Asiatische Formel Renault Challenge (Platz 9) - 2009: Chinesische Formel Campus Challenge (Platz 12) | - 2010: Asiatische Formel Renault Challenge (Platz 3) - 2011: Formel Abarth, europäisch (Platz 17) - 2011: Formel Abarth, italienisch (Platz 16) - 2011: Formula Pilota China Series (Platz 10) - 2012: Formel Abarth, europäisch (Platz 7) | - 2012: Formel Abarth, italienisch (Platz 7) - 2013: GP3-Serie (Platz 26) - 2014: Auto GP (Platz 20) - 2015: GP3-Serie (Platz 30) |

### Einzelergebnisse in der GP3-Serie
| Jahr | Team              | 1   | 2   | 3   | 4   | 5   | 6   | 7   | 8   | 9   | 10  | 11  | 12  | 13  | 14  | 15  | 16  | 17  | 18  | Punkte | Rang |
| ---- | ----------------- | --- | --- | --- | --- | --- | --- | --- | --- | --- | --- | --- | --- | --- | --- | --- | --- | --- | --- | ------ | ---- |
| 2013 | Jenzer Motorsport | ESP | ESP | ESP | ESP | GBR | GBR | GER | GER | HUN | HUN | BEL | BEL | ITA | ITA | UAE | UAE |     |     | 0      | 26.  |
| 2013 | Jenzer Motorsport | 16  | 13  | DNF | 19  | 20  | 18  | 18  | 19  | 19  | 14  | 16  | DNF | 17  | 15  | 22  | 25  |     |     | 0      | 26.  |
| 2015 | Campos Racing     | ESP | ESP | AUT | AUT | GBR | GBR | HUN | HUN | BEL | BEL | ITA | ITA | RUS | RUS | BRN | BRN | UAE | UAE | 0      | 30.  |
| 2015 | Campos Racing     | 20  | 19  | DNF | 16  |     |     | 21  | DNF |     |     |     |     |     |     |     |     |     |     | 0      | 30.  |